# Erik LaRay Harvey
Erik LaRay Harvey é um ator americano mais conhecido por seus papéis como Dunn Purnsley em Boardwalk Empire e Willis Stryker / Cascavel em Luke Cage.

## Biografia
Erik LaRay Harvey ficou empenhado em atuar quando, depois de assistir ao serviço da igreja, viu o desempenho teatral de The Wiz. Ele cresceu querendo ser dentista; foi quando ele frequentou a Universidade de Nova Iorque que ele decidiu se comprometer a atuar em tempo integral.

## Filmografia

### Cinema
| Ano  | Título                  | Papel                |
| ---- | ----------------------- | -------------------- |
| 1996 | Twister                 | Eric                 |
| 1998 | Rounders                | Roy                  |
| 2001 | The Caveman's Valentine | Jovem Rom            |
| 2001 | K-PAX                   | Guarda de Segurança  |
| 2003 | Marci X                 | Gerente de Palco     |
| 2004 | Everyday People         | Garçom               |
| 2004 | Proud                   | Kevin / James Graham |
| 2005 | Crazy for Love          | Orderly              |
| 2014 | Friends and Romans      | Qarl com um 'Q'      |
| 2015 | Bolden!                 | Bartley              |

### Televisão
| Ano           | Título                            | Papel                            | Notas                |
| ------------- | --------------------------------- | -------------------------------- | -------------------- |
| 1994-1998     | Law & Order                       | Off. Anthony Loomis / Marty Pine | 2 episódios          |
| 1997-2003     | NYPD Blue                         | Nathan Dale / Wexler             | 2 episódios          |
| 1999          | Now and Again                     | Cyrus Jones                      | 1 episódio           |
| 2001          | Third Watch                       | Redd                             | 1 episódio           |
| 2003          | Queens Supreme                    | Advogado                         | 1 episódio           |
| 2003-2013     | Law & Order: Special Victims Unit | Sam Randall / Randy Fowler       | 2 episódios          |
| 2004          | Clubhouse                         | Oficial                          | 1 episódio           |
| 2005          | Law & Order: Criminal Intent      | Warden                           | 1 episódio           |
| 2006          | Brotherhood                       | Lee Mayberry                     | 1 episódio           |
| 2011-2013     | Boardwalk Empire                  | Dunn Purnsley                    | 15 episódios         |
| 2012          | NYC 22                            | Sargento Crown                   | 1 episódio           |
| 2014          | Believe                           | Marcus Krakauer                  | 2 episódios          |
| 2016–presente | Luke Cage                         | Willis Stryker / Cascavel        | Regular; 7 episódios |

### Jogos eletrônicos
| Ano  | Título                     | Papel   |
| ---- | -------------------------- | ------- |
| 2014 | Wolfenstein: The New Order | Bombate |